# N,N′-Di-sec-butyl-p-phenylendiamin
N,N′-Di-sec-butyl-p-phenylendiamin zählt der Gruppe der Aminobenzole.

## Stereochemie
Aus der Strukturformel ist ersichtlich, dass die Verbindung zwei gleich substituierte Stereozentren enthält, folglich gibt es drei Stereoisomere:
- (R,R)-N,N′-Di-sec-butyl-p-phenylendiamin
- (S,S)-N,N′-Di-sec-butyl-p-phenylendiamin
- meso-N,N′-Di-sec-butyl-p-phenylendiamin

Wenn die Bezeichnung „N,N′-Di-sec-butyl-p-phenylendiamin“ ohne stereochemischen Präfix benutzt wird, ist hier und in der wissenschaftlichen Literatur stets das Gemisch der drei Stereoisomeren gemeint.

## Gewinnung und Darstellung
N,N′-Di-sec-butyl-p-phenylendiamin kann durch reduktive Alkylierung vom p-Phenylendiamin oder durch reduktive Aminierung von sec-Butylamin und Hydrochinon gewonnen werden.

## Eigenschaften
N,N′-Di-sec-butyl-p-phenylendiamin ist eine sehr schwer entzündbare, luftempfindliche, wenig flüchtige, rote Flüssigkeit mit aminartigem Geruch, die sehr schwer löslich in Wasser ist. Ihre wässrige Lösung reagiert alkalisch.

## Verwendung
N,N′-Di-sec-butyl-p-phenylendiamin wird als Antioxidans und Stabilisator verwendet.